# Kiribati-Kokosfaserrüstung

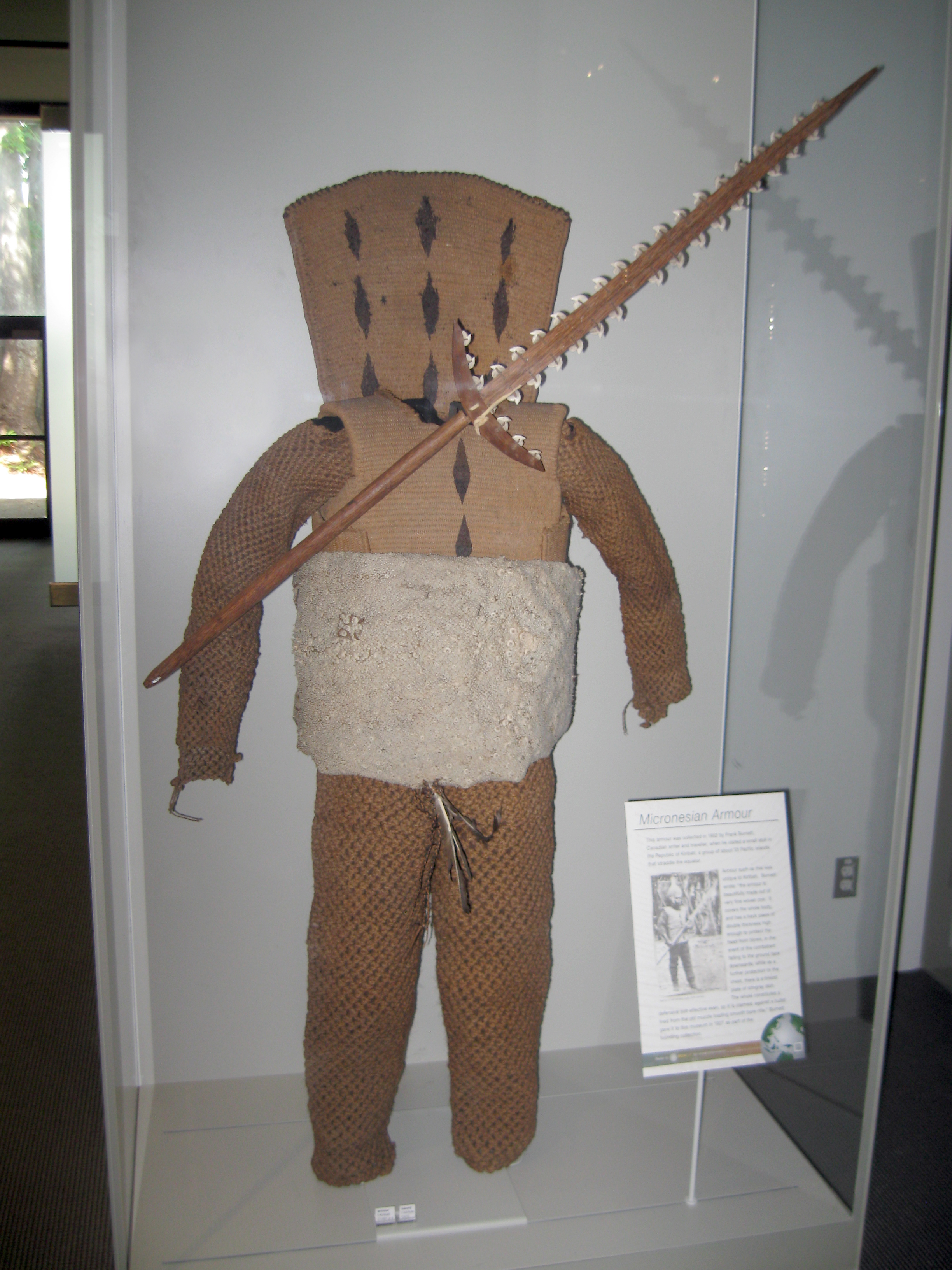
Rüstung, Anfang 20. Jahrhundert, Gilbertinseln (Museum of Anthropology, Vancouver, Inventarnr. C1491 a-e.)

Die Kiribati-Kokosfaserrüstung (gilbertesisch: Te tanga ni buaka), (engl. Coconut fibre armour) ist eine Schutzwaffe aus Kiribati in der Form einer Ganzkörperrüstung. Gleichartige Rüstungen sind auch aus Tuvalu und Nauru bekannt.

## Beschreibung
Die gilbertesische Kokosfaserrüstung (benannt nach den Gilbertinseln, dem früheren Namen Kiribatis) besteht aus den geflochtenen Fasern der Kokosnusspalme (Cocos nucifera). Die Fasern werden verwoben und dann zu einem Helm, einer Hose sowie einem Brustpanzer mit Ärmeln zusammengefügt.
Der Helm ist schalenförmig gearbeitet und mit einem Wangenschutz versehen. Wahlweise wurden der Igelfischhelm wie auch andere Helme zu dieser Rüstung getragen. Die Jacke ist als Brustpanzer sehr dicht geflochten, sie hat einen langen Rückenschild, der weit über den Kopf hinausragt. Er schützt das Genick und den Rücken vor Angriffen und bietet außerdem Schutz vor Treffern aus den eigenen Reihen. Auf Kiribati war es üblich, dass die Frauen und nicht am Nahkampf teilnehmende Angehörige der Gruppe oder des Stammes etwas weiter hinter der Reihe der Krieger standen. Sie bewarfen die Gegner mit Steinen und Korallenbrocken über die Köpfe der Krieger hinweg.
Die Jacke ist an beiden Seiten zu öffnen und dadurch leichter anzuziehen. Sie wird mit einem Band auf der Brust verschlossen. Die Ärmel sind grober geflochten als das Bruststück.
Die Hose ist ebenfalls grob geflochten und bedeckt die Beine bis etwa zu den Knöcheln. Eine Art Hosenträger, die ebenfalls aus Kokosnussfaser angefertigt sind, halten die Hose in ihrer Position. Schuhe wurden nicht getragen, aber wahrscheinlich hatten die Krieger ein Untergewand aus Stoff unter dieser Rüstung.
Bedingt durch ihre Steifigkeit war es schwierig, sich in der Rüstung zu bewegen. Jeder Krieger hatte deshalb einen Helfer als Waffenträger. Die Rüstung ist durch ihre Verarbeitung und das verwendete Material stark genug, die Geschosse früher Musketen aufzuhalten, ebenso Speere und Schläge mit Keulen, Schwertern oder anderen Haizahnwaffen.

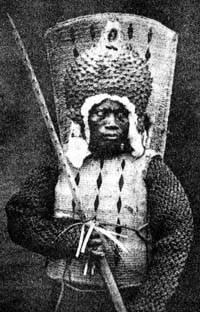
Krieger aus Nauru, um 1880

Auf der Rüstung sind meist karoförmige Verzierungen angebracht, die aus dunkel eingefärbter Kokosnussfaser, oft aber aus Frauenhaarschnur eingearbeitet waren. Zusätzlich wurde oft noch ein Panzergürtel sowie ein Brustpanzer aus Rochenhaut getragen.

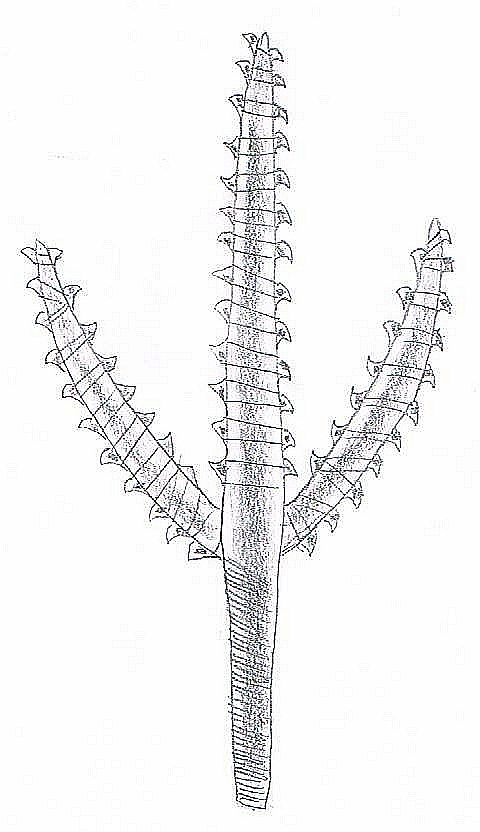
Taumangaria von den Gilbertinseln mit Haizähnen

Als Waffe benutzten die Krieger der Gilbertinseln eine Art Schwert oder Spieß aus Kokosnussholz mit drei „Klingen“. An den Kanten der Klingen dieser Taumangaria genannten Waffen waren Haifischzähne mit Harz in Bohrlöchern befestigt. Die gilbertesische Kokosfaserrüstung konnte die Wirkung der Taumangaria aufheben.